# Dixie National Forest

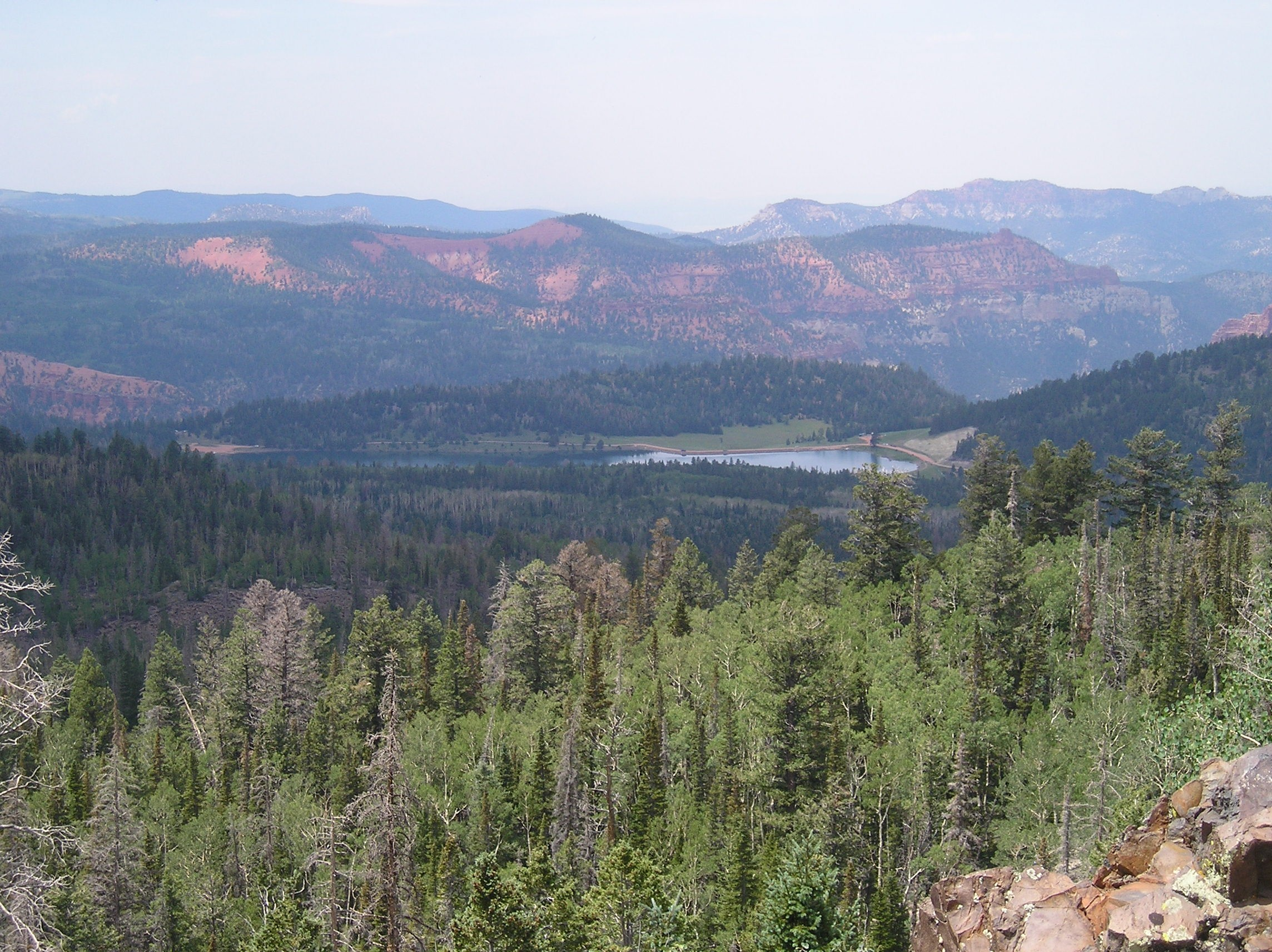
Widok na las z Yankee Meadow Overlook

Dixie National Forest (Las Narodowy Dixie) – obszar chroniony w amerykańskim stanie Utah. Z powierzchnią 7644 km² jest największym Lasem Narodowym w Utah. Składa się z kilku dużych, sąsiadujących ze sobą obszarów leśnych będących w posiadaniu rządu federalnego USA. Tak jak wszystkie Lasy Narodowe służy przede wszystkim gospodarce leśnej i pastwiskowej, a oprócz tego spełnia istotną funkcję rekreacyjną. 

## Geografia
Obszary leśne rozciągają się na południu Utah na granicy między Wielką Kotliną a Wyżyną Kolorado, na wysokościach pomiędzy 853 m koło St. George i 3451 m n.p.m. na Boulder Mountain. Las Narodowy Dixie leży w hrabstwach Garfield, Washington, Iron, Kane, Wayne i Piute. Obszar lasu składa się z czterech odrębnych jednostek, rozciągających się na osi wschód–zachód. Tereny leśne położone są w wyższych partiach, częściowo poprzecinanych rozpadlinami, a częściowo łagodnie wyoblonych pasm górskich. Doliny są zbyt suche dla lasów i dlatego nie są częścią lasu narodowego.
W Lesie Narodowym Dixie znajdują się cztery obszary dzikiej natury: Ashdown Gorge Wilderness, Box-Death Hollow Wilderness, Cottonwood Forest Wilderness i Pine Valley Mountain Wilderness o łącznej powierzchni ok. 347 km². Tak jak we wszystkich obszarach chronionej, dzikiej natury, (Wilderness Area), dozwolone jest poruszanie się pieszo lub na koniach. Pojazdy mechaniczne, a w tym rowery, są niedozwolone.

## Flora
Świat roślin jest różnorodny, od roślin pustynnych w ciepłych, niższych stanowiskach, przez zarośla piniowe i jałowcowe na średnich wysokościach, do lasów osikowo – sosnowych na wyższych stanowiskach, gdzie większość opadów stanowi śnieg.

## Historia
Pierwszym Europejczykiem, który dotarł w okolice dzisiejszego Lasu Narodowego, był hiszpański misjonarz i badacz Silvestre Vélez de Escalante, poszukujący szlaku do Kalifornii. Opisał te okolice w roku 1776. 
W 1851 r. w okolice St. George przybyło wielu mormońskich osadników z południowych stanów USA. Ponieważ okolica przypominała im, z powodu panujących tu temperatur, stany południowe, osadnicy nazwali ją Dixie w Utah i stąd pochodzi dzisiejsza nazwa. W 1905 r. utworzono Rezerwat Leśny Dixie (Dixie Forest Reserve), który został w 1907 r. przekształcony w Las Narodowy.

## Użytkowanie
Slogan Służby Leśnej Stanów Zjednoczonych (United States Forest Service) brzmi:  „Land of many uses“  (obszar wielu zastosowań). Lasy Narodowe to obszary lasów i pastwisk znajdujące się w posiadaniu rządu federalnego, który nimi zarządza. W Lesie Narodowym Dixie pozyskuje się rocznie ok. 24 tys. m³ drewna, a pastwiska we wszystkich czterech częściach zostały wydzierżawione ranczerom.  
Oprócz tego od lat 70. XX wieku las wykorzystywany jest również do celów turystycznych i wypoczynkowych. Powstało tam i jest użytkowane kilkaset kilometrów pieszych szlaków turystycznych, 25 kempingów, a Służba Leśna wynajmuje domki dla gości. Oprócz tego turyści mogą rozbijać namioty w dowolnych miejscach. W kilku miejscach dozwolone są polowania.

## Centra dla zwiedzających
- Cedar City – Duck Creek Visitor Center
- Escalante – Escalante Interagency Visitor Center
- Pine Valley w St. George – Pine Valley Heritage Center
- Powell w Panguitch – Red Canyon Visitor Center[10]